# 野三关镇
野三关镇，是隶属于湖北省恩施土家族苗族自治州巴东县的副县级镇，地处巴东县东南部，东与宜昌市长阳土家族自治县榔坪镇为邻，东、东南与宜昌市长阳土家族自治县渔峡口镇、巴东县水布垭镇、清太坪镇接壤，西与大支坪镇毗邻，北与绿葱坡镇、宜昌市秭归县磨坪乡相邻，镇人民政府距巴东县城94千米，区域总面积529.14平方千米。根据第七次人口普查数据，截至2020年11月1日零时，野三关镇常住人口为72107人。

## 行政区划
截至2021年10月，野三关镇下辖 7 个社区居民委员会 和 26 个行政村，镇人民政府驻劝农亭社区。
社区（7 个）：劝农亭社区、谭家村社区、柳家山社区、金象坪社区、青龙桥社区、野三关社区、铁厂荒社区
行政村（26 个）：玉米塘村、庙坪村、石马岭村、冉家村、道子坪村、枫木村、张家村、支井河村、堰塘湾村、大树垭村、牛角冲村、平坦村、石桥坪村、石牛垭村、水井淌村、上阳坡村、两溪坪村、三斗坪村、猫儿坪村、花栎树村、主张岩村、吴家湾村、太平店村、大湖坝村、箭杆山村、醒茶园村。

## 图片

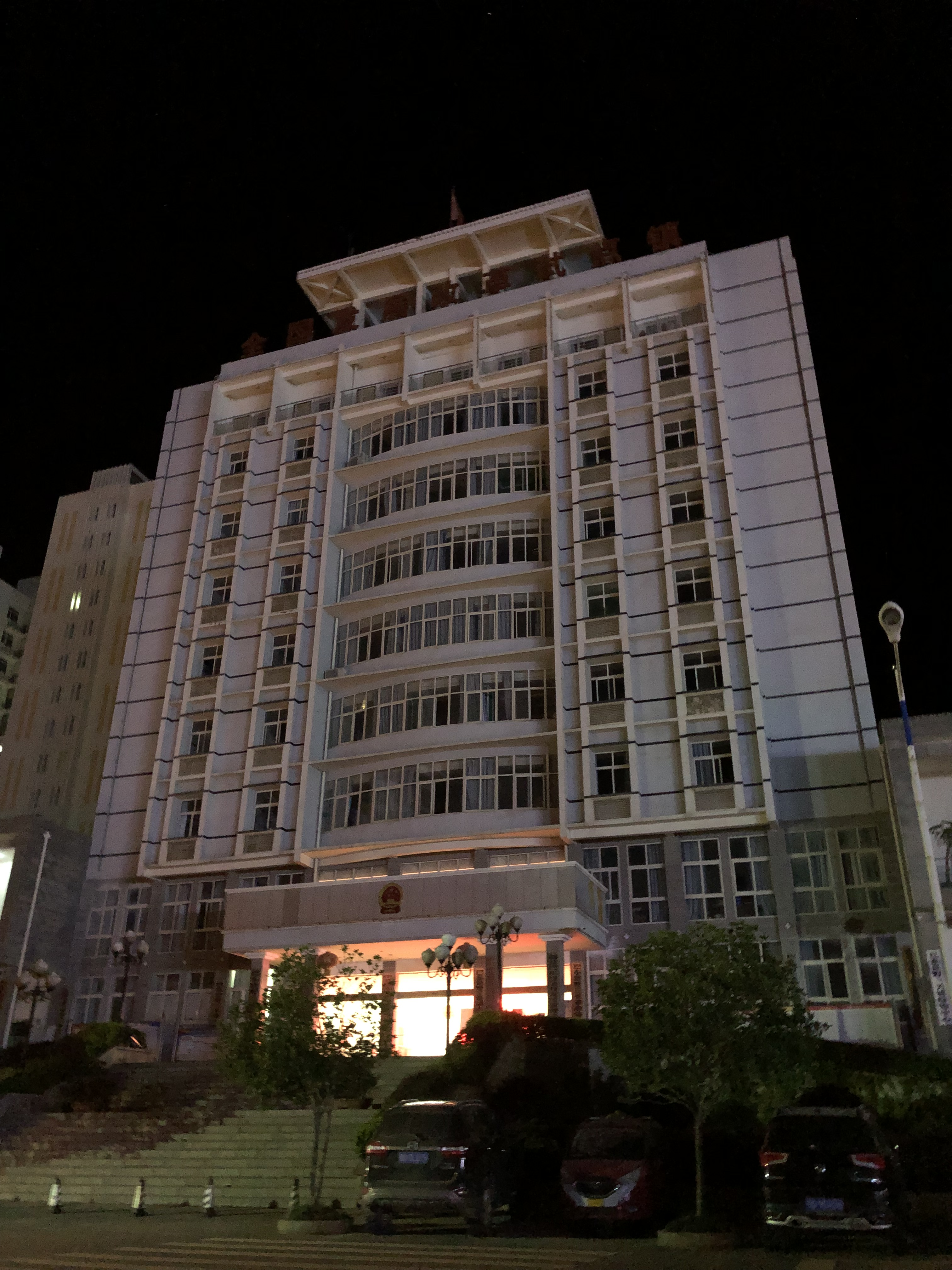
镇政府
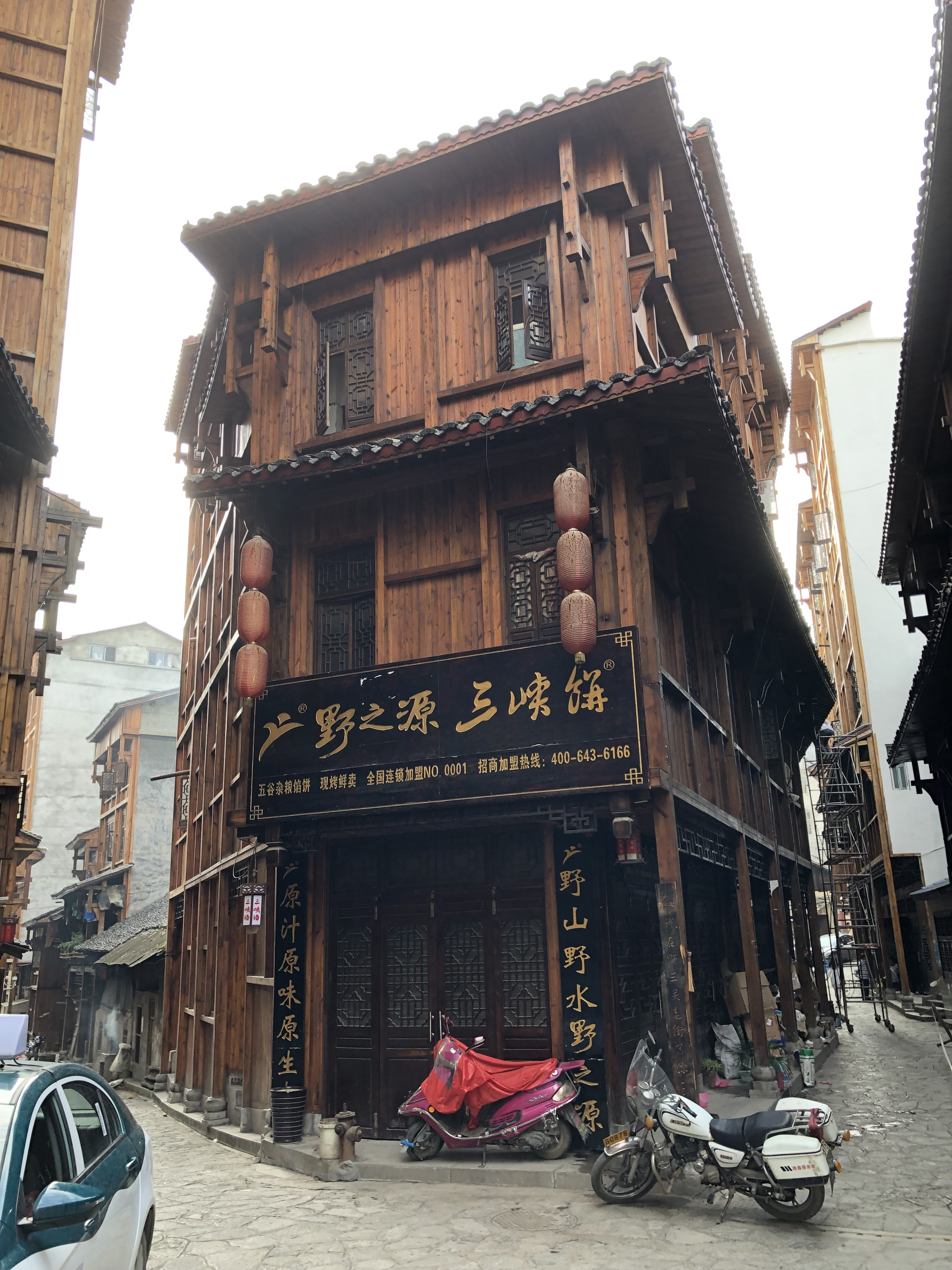
农亭街
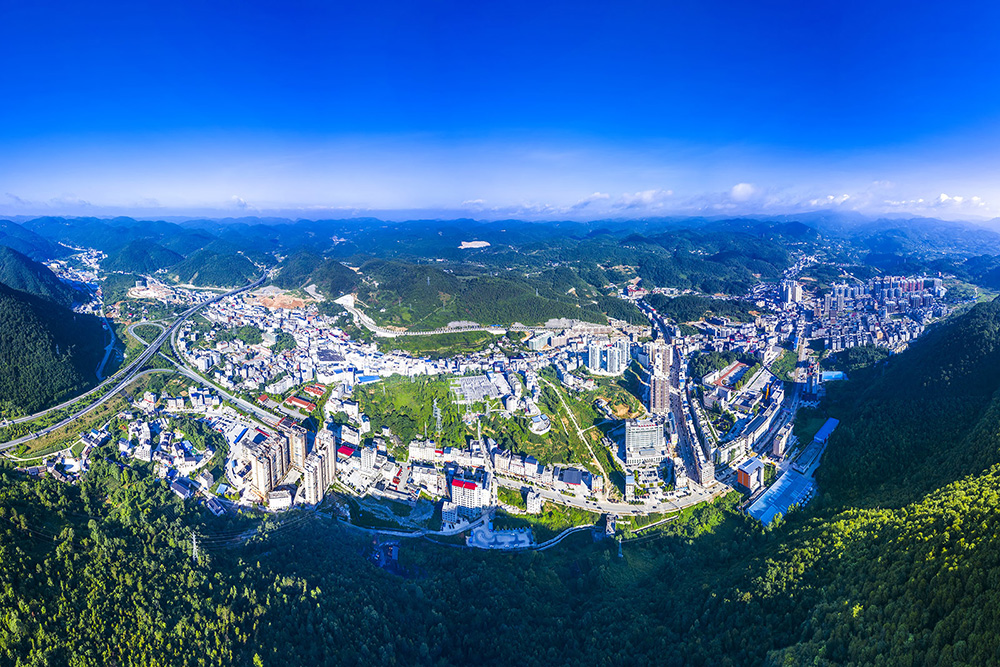
山顶俯瞰野三关镇
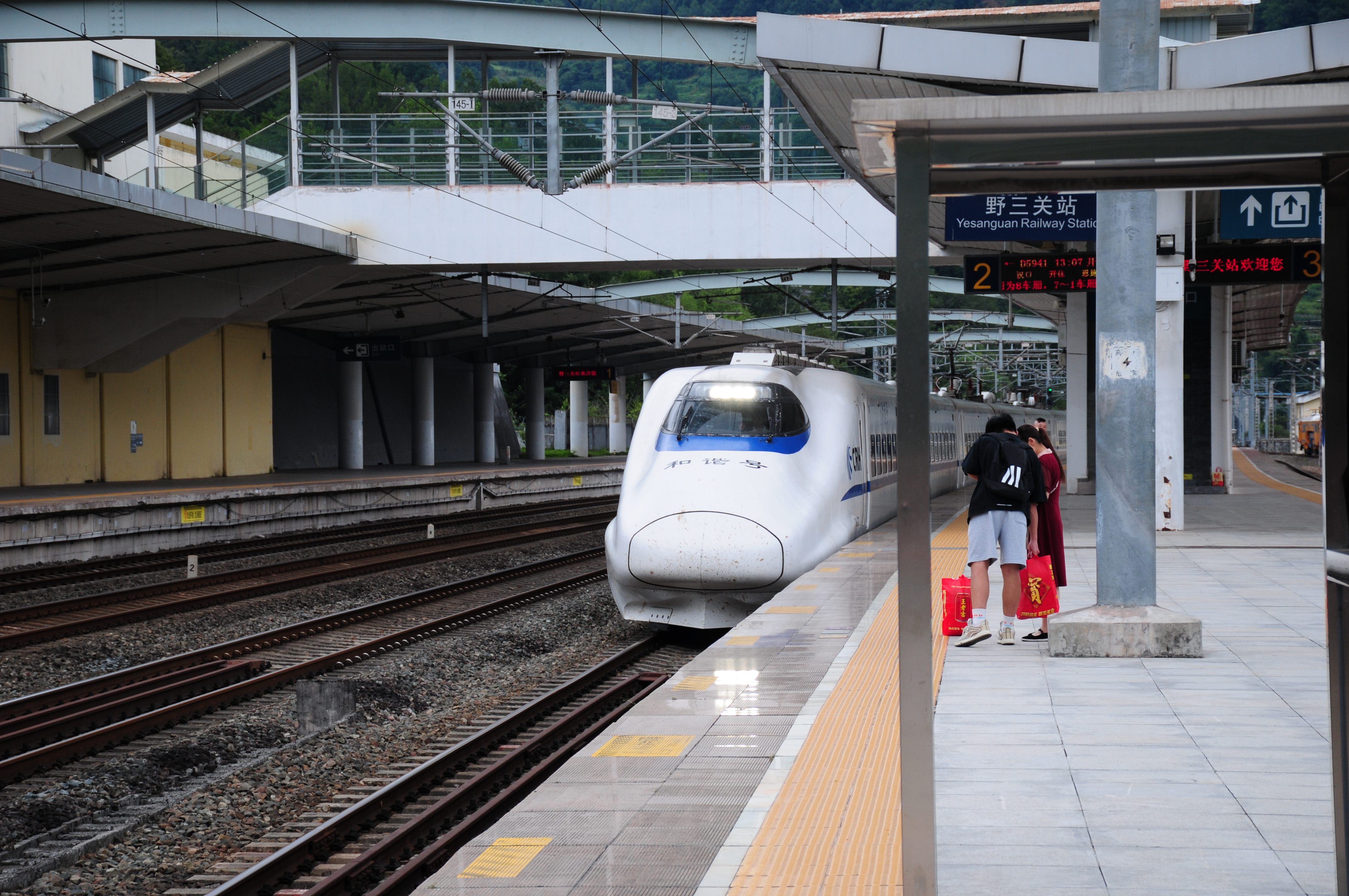
野三关高铁站
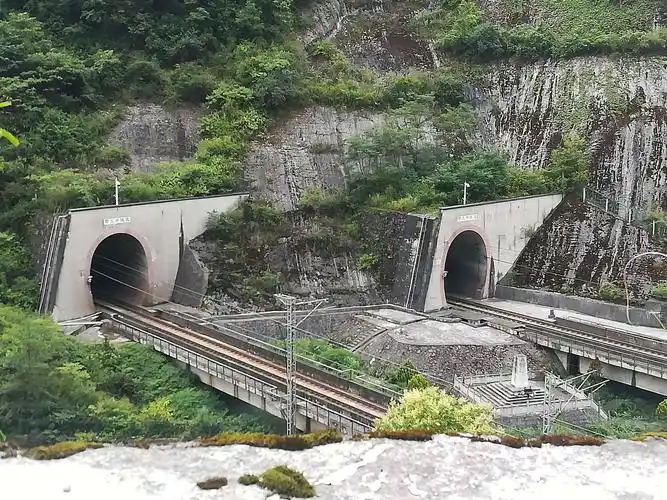
野三关隧道